# Eugène de Goulard
Pour les articles homonymes, voir Goulard.

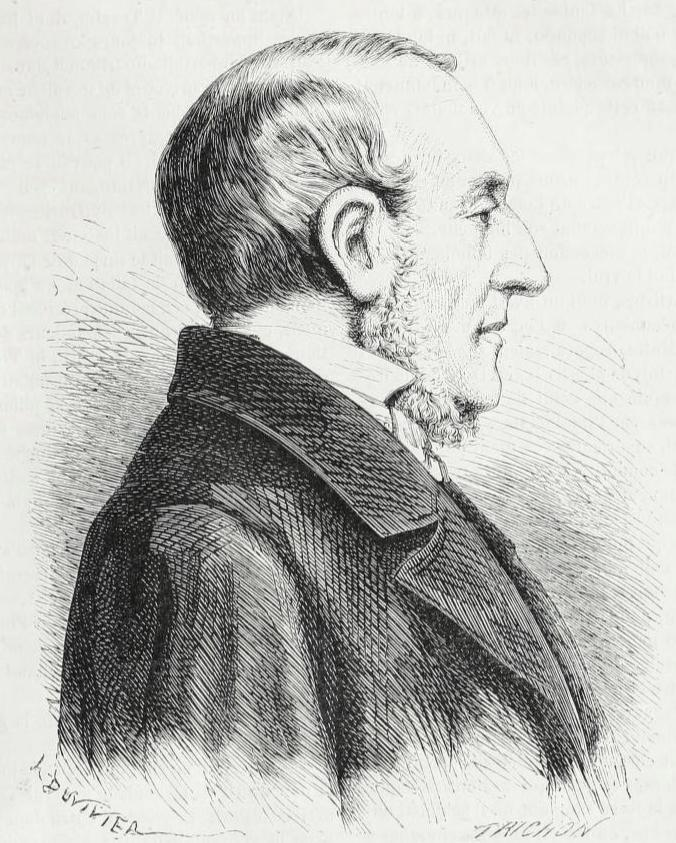
Eugène de Goulard.

Marie Thomas Eugène de Goulard, né selon les sources le 28 octobre ou 28 novembre 1808 à Versailles et mort dans la même ville le 4 juillet 1874, est un homme politique français.

## Biographie
Fils de Jean-François-Thomas Goulard, il étudie le droit et exerce comme avocat à Paris à partir de 1830.
Il est élu député des Hautes-Pyrénées en août 1845, en remplacement de Gauthier d'Hauteserve, démissionnaire, et réélu en 1846. A la Chambre,  il siège dans la majorité conservatrice et soutient Louis-Philippe.
Un temps en retrait de la vie politique après la Révolution de 1848, il est de nouveau élu député, le 10 mars 1850, en remplacement de Jean-Marie Deville, condamné et déchu de son mandat. Il ne change pas de ligne politique, défendant des positions orléanistes et s'opposant violemment à la politique du président Louis-Napoléon Bonaparte, ce qui lui vaut d'être arrêté et brièvement incarcéré après le coup d'Etat du 2 décembre 1851.
Resté à l'écart de la vie politique pendant toute la durée du Second Empire, il se présente cependant aux élections de l'Assemblée nationale de 1871, et est élu député des Hautes-Pyrénées, avec plus des trois quarts des voix. Il siège au centre-droit, soutenant le gouvernement d'Adolphe Thiers, qui le charge de négocier avec l'Allemagne, comme ministre plénipotentiaire, les tarifs douaniers du Traité de Francfort, ce qu'il fait avec succès.
Il est alors nommé Ministre de France (Ambassadeur) à Rome, en novembre 1871, mais quelques mois plus tard est rappelé à Paris pour entrer au gouvernement de Jules Dufaure, comme ministre de l'Agriculture et du Commerce. En mars, il assure l'intérim d'Augustin Pouyer-Quertier, auquel il succède le 23 avril, comme ministre des Finances. Dans cette fonction, il procède aux opérations de l'emprunt pour la libération du territoire occupé par les troupes allemandes.
Il est dans le même temps élu conseiller général, dans le canton d'Arreau, et président du Conseil général des Hautes-Pyrénées.
En décembre 1872, il est nommé ministre de l'Intérieur, et s'illustre par une politique répressive à l'égard des républicains.
Lorsque Thiers, affaibli, tente de trouver un compromis avec le centre gauche pour éviter d'être mis en minorité, Goulard ne lui apporte pas son soutien. Il n'est ainsi pas reconduit dans le troisième gouvernement Dufaure, qui n'est en fonction que du 18 au 24 mai 1873.
Il soutient alors la majorité de droite menée par Mac-Mahon et Albert de Broglie. Après la chute de ce dernier, le 16 mai 1874, il est chargé par le Président de constituer un gouvernement, mais échoue dans cette entreprise.
Il meurt en cours de mandat, en juillet 1874.

## Sources
- « Eugène de Goulard », dans Adolphe Robert et Gaston Cougny, Dictionnaire des parlementaires français, Edgar Bourloton, 1889-1891 [détail de l’édition]